# Siemionowka (rejon swobodnieński)
Siemionowka (ros. Семёновка) – wieś (sieło) w Rosji, w obwodzie amurskim, w rejonie swobodnieńskim. W 2010 liczyła 355 mieszkańców.